# Transtorno de desenvolvimento múltiplo e complexo
O transtorno de desenvolvimento múltiplo e complexo (TDMC) é uma categoria de pesquisa, envolvendo vários sintomas neurológicos e psicológicos que são percebidos pela primeira vez durante a primeira infância e persistem ao longo da vida. Foi originalmente sugerido ser um subtipo de transtornos do espectro autista (TEA) comórbido à esquizofrenia ou a outro transtorno psicótico; no entanto, nem todos os indivíduos que sofrem de TDMC atendem aos critérios para serem, também, diagnosticados com TEA e psicose. O termo transtorno de desenvolvimento multiplex foi cunhado por Donald J. Cohen  em 1986.

## Critérios de Diagnóstico
Os critérios de diagnóstico atuais para o TDMC são uma questão de debate devido a não estarem presentes no DSM-V ou no CID-10 . Vários sites contêm vários critérios de diagnóstico. Pelo menos três das seguintes categorias devem estar presentes. Grupos de sintomas coexistentes não são melhor explicados por serem sintomas de outro transtorno, como mudanças de humor devido ao autismo, dificuldades cognitivas devido à esquizofrenia e assim por diante. Os critérios de diagnósticos exatos para o TDMC permanecem pouco claros, mas pode ser um diagnóstico útil para as pessoas que não se enquadram em nenhuma categoria específica. Também pode ser argumentado que o TDMC é um termo vago e que, por isso, não ajuda os pacientes.

### Sintomas psicóticos
Os critérios são atendidos para um transtorno psicótico.
Alguns sintomas incluem:
1. Delírios, como inserção de pensamento, ideação paranóide, fantasias de omnipotência, envolvimento com figuras da fantasia, achar ter poderes especiais, ideas de referência e dificuldade em distinguir a fantasia da realidade.
2. Alucinações e/ou experiências perceptivas incomuns.
3. Sintomas negativos (anedonia, embotamento afetivo, alogia, avolição)
4. Comportamento e/ou fala desorganizados, como distúrbio de pensamento, confusão, emoções/expressões faciais inadequadas, riso incontrolável, etc.
5. Catatonia .

### Sintomas afetivos e comportamentais
Esses sintomas não se devem a situações como, por exemplo, a pessoa está deprimida por não conseguir fazer amigos. É normal experenciar emoções e comportamentos disfuncionais de vez em quando. Os critérios são atendidos para um transtorno neurótico ou de personalidade, de preferência pelo menos dois sintomas estão presentes.
Alguns sintomas incluem:
1. Depressão.
2. Mania.
3. Ansiedade.
4. Raiva.
5. Sintomas dissociativos, como despersonalização, desrealização, déjà vu, etc.
6. Instabilidade emocional.
7. Comportamento psicopático.
8. Narcisismo .
9. Paranoia.
10. Comportamento obsessivo-compulsivo.

### Sintomas autistas
Os critérios são atendidos para um transtorno do espectro autista. Alguns sintomas incluem:
1. Pobres habilidades sociais .
2. Comportamento e padrões repetitivos.
3. Transtorno de processamento sensorial . (Poucas habilidades motoras, processamento auditivo deficiente, percepção de profundidade ruim, etc. )
4. Alexitimia . (Dificuldade em se expressar, dificuldade em perceber emoções, pensamento literal e concreto, etc.)
5. Falta de contato visual.
6. Interesses intensos e singulares.
7. Pouco interesse em jogos de vestir durante a infância.

### Sintomas neurológicos
Como são frequentemente encontrados em casos de distúrbios autistas, os critérios podem ser atendidos para distúrbios neurológicos múltiplos ou causar sintomas graves.
Alguns exemplos incluem:
1. Sintomas de dificuldades de aprendizagem, como dislexia, disgrafia, discalcula, transtorno de aprendizagem não verbal, aprendizagem lenta, memória fraca, etc.
2. Sintomas de TDAH, como baixa concentração, má tomada de decisões, mau julgamento, impulsividade, dificuldade em ficar sentado, etc.
3. Sinestesia .
4. Distúrbios neurológicos do sono, como narcolepsia, insónia, distúrbio do ritmo circadiano, etc.
5. Condições que afetam as percepções  e/ou cognição, como agnosia, afasia, etc.
6. Síndrome de Tourette ou um outro transtorno de tique.
7. Epilepsia ou um outro distúrbio convulsivo.
8. Sintomas típicos da síndrome de Parkinson como tremores, movimentos rígidos, etc.

## Causas
O transtorno de desenvolvimento múltiplo e complexo pode ser causado por vários fatores genéticos diferentes. Cada indivíduo com TDMC é único e apresenta sintomatologia diferente. Vários distúrbios neuropsicológicos também podem ser encontrados em familiares de pessoas com TDMC.